# Settimana Internazionale di Coppi e Bartali 2009
La Settimana Internazionale di Coppi e Bartali 2009, ventiquattresima edizione della corsa e undicesima con questa denominazione, si svolse dal 24 al 28 marzo 2009, per un percorso totale di 788 km. Fu vinta dall'italiano Damiano Cunego, che concluse la gara in 18h48'10".

## Percorso
La principale novità rispetto alle precedenti edizioni fu il ritorno in Toscana, sede di partenza della terza tappa, che mancava da anni. La prima tappa rimase invariata rispetto agli anni precedenti, suddivisa in due semitappe con il circuito di Riccione la mattina e la cronometro a squadre da Riccione a Misano Adriatico nel pomeriggio. Dalla provincia di Rimini la corsa si spostò nel territorio di Bologna per la partenza della terza tappa che prese il via da San Lazzaro di Savena ed arrivò dopo 182 km a Faenza, tocando dunque la Provincia di Ravenna, con il Monte Carla ed il Monte Trebbio come asperità principali.
La provincia di Firenze ospitò dunque la partenza della terza tappa, la più dura della Settimana con tre ascese: il Passo della Futa dopo 30 km, il Passo dello Zanchetto ed il GPM di Montese che portava sul circuito finale di Serramazzoni. Dopo due tappe in salita, la quarta tornò ad essere pianeggiante ed adatta ai velocisti, con partenza ed arrivo nel modenese.
La tappa conclusiva di sabato 28 marzo prevedeva tre circuiti, di cui il secondo ed il terzo con le impegnative ascese del Monte Evangelo e del Montegibbio.

## Tappe
| Tappa  | Data     | Percorso                                      | km    | Vincitore di tappa | Leader cl. generale |
| ------ | -------- | --------------------------------------------- | ----- | ------------------ | ------------------- |
| 1ª-1ª  | 24 marzo | Riccione > Riccione                           | 81,2  | Danilo Napolitano  | Danilo Napolitano   |
| 1ª-2ª  | 24 marzo | Riccione > Misano Adriatico (cron. a squadre) | 14,3  | ISD Cycling Team   | Oscar Gatto         |
| 2ª     | 25 marzo | San Lazzaro > Faenza                          | 182,1 | Damiano Cunego     | Giovanni Visconti   |
| 3ª     | 26 marzo | Borgo San Lorenzo > Serramazzoni              | 163,4 | Damiano Cunego     | Damiano Cunego      |
| 4ª     | 27 marzo | Massa Finalese > Finale Emilia                | 162,8 | Jurij Metlušenko   | Damiano Cunego      |
| 5ª     | 28 marzo | Scandiano > Sassuolo                          | 178,5 | Cadel Evans        | Damiano Cunego      |
| Totale | Totale   | Totale                                        | 788   |                    |                     |

## Squadre e corridori partecipanti
| N.      | Cod. | Squadra                      |
| ------- | ---- | ---------------------------- |
| 1-8     | SIL  | Silence-Lotto                |
| 11-18   | LAM  | Lampre-N.G.C.                |
| 21-28   | LIQ  | Liquigas                     |
| 31-38   | KAT  | Team Katusha                 |
| 41-48   | SAX  | Team Saxo Bank               |
| 51-58   | THR  | Team Columbia-High Road      |
| 61-68   | LPR  | LPR Brakes-Farnese Vini      |
| 71-78   | BAR  | Barloworld                   |
| 81-88   | ASA  | Acqua & Sapone-Caffè Mokambo |
| 91-98   | CSF  | CSF Group-Navigare           |
| 101-108 | AMI  | Amica Chips-Knauf            |

| N.      | Cod. | Squadra                          |
| ------- | ---- | -------------------------------- |
| 111-118 | SDA  | Serramenti Diquigiovanni-Androni |
| 121-128 | ISD  | ISD Cycling Team                 |
| 131-138 | FLM  | Ceramica Flaminia-Bossini Docce  |
| 141-148 | ELK  | Elk Haus-Simplon                 |
| 151-158 | PSK  | PSK Whirlpool-Author             |
| 161-168 | MIE  | Miche-Silver Cross-Selle Italia  |
| 171-178 | AMO  | Amore & Vita-McDonald's          |
| 181-188 | CZP  | Centri della Calzatura           |
| 191-198 | ADR  | Adria Mobil                      |
| 201-208 | HAD  | Nazionale Elettronica New Slot   |
| 211-218 | CMO  | Carmiooro-A-Style                |

## Dettagli delle tappe

### 1ª tappa-1ª semitappa
- 24 marzo: Riccione > Riccione – 81.2 km

Risultati
| Pos. | Corridore         | Squadra       | Tempo    |
| ---- | ----------------- | ------------- | -------- |
| 1    | Danilo Napolitano | Katusha       | 1h58'00" |
| 2    | Marko Kump        | Adria Mobil   | s.t.     |
| 3    | Enrico Rossi      | Cer. Flaminia | s.t.     |

| Pos. | Corridore         | Squadra       | Tempo    |
| ---- | ----------------- | ------------- | -------- |
| 1    | Danilo Napolitano | Katusha       | 1.57'54" |
| 2    | Marko Kump        | Adria Mobil   | a 2"     |
| 3    | Enrico Rossi      | Cer. Flaminia | a 4"     |

Descrizione e riassunto
La prima semitappa si corre sull'abituale circuito di Riccione, 8 km e 900 metri da ripetere otto volte. Una sola salita, quella di Scacciano, breve ma vicino al traguardo, ed arrivo sul lungomare.
Dopo una decina di chilometri dalla partenza, parte una fuga composta da Dmitri Nikandrov (Centri della Calzatura) e Dainius Kairelis (Ceramica Flaminia-Bossini Docce), raggiunti da Marco Cattaneo (LPR Brakes-Farnese Vini), che raggiunge un vantaggio massimo di 1'28" dopo 55 km. Liquigas, Team Columbia e Team Katusha guidano il gruppo che raggiunge i fuggitivi a 6 km dal traguardo. Arrivo in volata, con il team russo che lancia Danilo Napolitano, alla terza vittoria stagionale.

### 1ª tappa-2ª semitappa
- 24 marzo: Riccione > Misano Adriatico – Cronometro a squadre – 14,3 km

Risultati
| Pos. | Squadra                         | Tempo  |
| ---- | ------------------------------- | ------ |
| 1    | ISD Cycling Team                | 17'17" |
| 2    | Miche-Silver Cross-Selle Italia | a 17"  |
| 3    | CSF Group-Navigare              | a 19"  |

| Pos. | Corridore         | Squadra | Tempo    |
| ---- | ----------------- | ------- | -------- |
| 1    | Oscar Gatto       | ISD     | 2h15'17" |
| 2    | Ian Stannard      | ISD     | s.t.     |
| 3    | Dario David Cioni | ISD     | s.t.     |

Descrizione e riassunto
La seconda semitappa si corre ancora lungo la costa romagnola, lungo un percorso senza asperità, con arrivo in Via del Mercato a Misano Adriatico.
Crono vinta dalla formazione italiana ISD Cycling Team, composta da Visconti, Cioni, Gatto, Stannard, Grivko, Belkov, Proni e Scarselli, che hanno concluso il percorso in 17'17" alla media di 49,641 km/h. Seconda a 17" la Miche Silver Cross Selle Italia mentre terza arriva l'Acqua & Sapone-Caffè Mokambo. Quest'ultima viene però penalizzata di 5" per aver tagliato il percorso in una rotonda e scende al quinto posto. La CSF Group-Navigare ottiene così la terza piazza.

### 2ª tappa
- 25 marzo: San Lazzaro di Savena > Faenza – 182.1 km

Risultati
| Pos. | Corridore         | Squadra       | Tempo    |
| ---- | ----------------- | ------------- | -------- |
| 1    | Damiano Cunego    | Lampre-N.G.C. | 4h00'01" |
| 2    | José Serpa        | Diquigiovanni | a 2"     |
| 3    | Giovanni Visconti | ISD           | a 20"    |

| Pos. | Corridore         | Squadra       | Tempo    |
| ---- | ----------------- | ------------- | -------- |
| 1    | Giovanni Visconti | ISD           | 6h15'34" |
| 2    | Damiano Cunego    | Lampre-N.G.C. | a 9"     |
| 3    | José Serpa        | Diquigiovanni | a 14"    |

Descrizione e riassunto
Per la prima volta San Lazzaro ospita la partenza di una tappa. Dopo la partenza in Viale Emilia, due giri del circuito cittadino di 5 km e lo spostamento nella Provincia di Ravenna, fino a Faenza. Anche qui il percorso prevede un circuito da ripetere due volte di 26,4 km con due ascese, la salita del Monte Carla ed il Monte Trebbio.
Come per la prima semitappa, anche questa è caratterizzata da una lunga fuga, partita al chilometro 35, con Alessio Signego (Adria Mobil) e Luca Fioretti (Centri della Calzatura) che accumulano un vantaggio massimo 5'38" e vengono raggiunto al chilometro 125 dopo il primo passaggio sul Monte Carla. Sull'ascesa del Monte Trebbio rimangono in nove ed a pochi metri dal GPM lo scatto di Serpa vede solo Cunego rispondere. I due si staccano sulla successiva discesa e giungono soli sul traguardo.

### 3ª tappa
- 26 marzo: Borgo San Lorenzo > Serramazzoni – 163,4 km

Risultati
| Pos. | Corridore             | Squadra       | Tempo    |
| ---- | --------------------- | ------------- | -------- |
| 1    | Damiano Cunego        | Lampre-N.G.C. | 4h34'33" |
| 2    | Cadel Evans           | Silence       | s.t.     |
| 3    | Christian Pfannberger | Katusha       | a 10"    |

| Pos. | Corridore      | Squadra       | Tempo     |
| ---- | -------------- | ------------- | --------- |
| 1    | Damiano Cunego | Lampre-N.G.C. | 10h50'06" |
| 2    | Cadel Evans    | Silence       | a 28"     |
| 3    | Massimo Giunti | Miche         | a 32"     |

Descrizione e riassunto
Per la prima volta in assoluto nella storia della corsa, una tappa parte dalla Toscana, da Borgo San Lorenzo in provincia di Firenze, ed è anche la tappa più impegnativa. La frazione inizia con un circuito di 5 km da ripetere quattro volte, poi dal chilometro 27 al 47 la prima ascesa di giornata che porta al Passo della Futa, antica strada che collegava Bologna e Firenze. Segue la seconda ascesa che attraversa Castiglione dei Pepoli e raggiunge in circa 5 km la serra dello Zanchetto (865 m s.l.m.). Dopo una lunga discesa, il passaggio da Marano sul Panaro e l'inizio della terza salita che raggiunge il GPM di Montese (841 m s.l.m.). Un'altra lunga discesa porta sul fondovalle del fiume Panaro per poi risalire verso Verica e Pavullo nel Frignano da dove, dopo circa 13 km, si raggiunge Serramazzoni. Qui si affronta il circuito che porta al traguardo, con due giri di 7,5 km ciascuno di cui gli ultimi 2,5 in salita con pendenza media del 6/7%, 10% negli ultimi 400 metri e punte del 12% negli ultimi 50 metri.
Si stacca dopo pochi chilometri una fuga animata da tredici corridori, tra cui sarà Félix Cárdenas l'ultimo a cedere fino a meno di 10 km dal traguardo. Con il gruppo compatto è l'austriaco Pfannberger ad attaccare poco prima dell'inizio dell'ultimo giro del circuito di Serramazzoni, seguito da altri sette uomini, tra cui lo stesso Damiano Cunego, mentre il gruppo non si stacca mai dai battistrada. L'australiano Cadel Evans attacca nell'ultimo chilometro e viene seguito solo da Cunego, che lo batte nello sprint sul traguardo.

### 4ª tappa
- 27 marzo: Massa Finalese > Finale Emilia – 162,8 km

Risultati
| Pos. | Corridore         | Squadra      | Tempo    |
| ---- | ----------------- | ------------ | -------- |
| 1    | Jurij Metlušenko  | Amore & Vita | 3h38'29" |
| 2    | Danilo Napolitano | Katusha      | s.t.     |
| 3    | Francesco Chicchi | Liquigas     | s.t.     |

| Pos. | Corridore      | Squadra       | Tempo     |
| ---- | -------------- | ------------- | --------- |
| 1    | Damiano Cunego | Lampre-N.G.C. | 14h28'35" |
| 2    | Cadel Evans    | Silence       | a 28"     |
| 3    | Massimo Giunti | Miche         | a 32"     |

Descrizione e riassunto
La quarta tappa è l'unica totalmente pianeggiante. Dopo circa 95 km si passa per la prima volta sul traguardo, per poi immettersi su un circuito cittadino di 8,5 km da ripetere otto volte.
Altra tappa caratterizzata da una lunga fuga, che ha visto Sergio Laganà (LPR Brakes-Farnese Vini), Alessandro Fantini (Acqua & Sapone-Caffè Mokambo), Martin Hebik (PSK Whirlpool-Author), Luca Fioretti (Centri della Calzatura) scattare dopo 3 km dal via ed accumulare un vantaggio massimo di 5'18", venendo riassorbiti solo ad una dozzina di chilometri dal traguardo. Nonostante diversi attacchi in vista del traguardo, gruppo compatto ed arrivo in volata, vinta dall'ucraino Jurij Metlušenko.

### 5ª tappa
- 28 marzo: Scandiano > Sassuolo – 178,5 km

Risultati
| Pos. | Corridore         | Squadra       | Tempo    |
| ---- | ----------------- | ------------- | -------- |
| 1    | Cadel Evans       | Silence       | 4h19'41" |
| 2    | Damiano Cunego    | Lampre-N.G.C. | s.t.     |
| 3    | Giovanni Visconti | ISD           | s.t.     |

| Pos. | Corridore      | Squadra       | Tempo     |
| ---- | -------------- | ------------- | --------- |
| 1    | Damiano Cunego | Lampre-N.G.C. | 18h48'10" |
| 2    | Cadel Evans    | Silence       | a 24"     |
| 3    | Massimo Giunti | Miche         | a 38"     |

Descrizione e riassunto
L'ultima tappa inizia con un circuito di 17 km, seguito da un altro di 29,1 km da ripetere due volte con la salita di Monte
Evangelo (2,4 km con pendenze dell'8-10%). Si passa poi a Sassuolo, dove viene affrontato tre volte il circuito finale di 23,8 km con la salita di Montegibbio (1,9 km con pendenza del 16-18%).
Ennesima tappa con fuga, partita dopo 37 chilometri e formata da otto uomini, con un vantaggio massimo di 2'20". Durante il primo giro del circuito conclusivo il gruppetto dei fuggitivi inizia a frammentarsi ed essere riassorbito, con i soli Sylvester Szmyd e Christopher Froome a resistere fino al chilometro 139, ai piedi della seconda ascesa a Montegibbio.
Durante la salita attacca Filippo Savini, seguito da Enrico Rossi, che guadagnano un vantaggio massimo di 25" e vengono raggiunti ai piedi della terza ascesa a 10 km dal traguardo. Sul traguardo arriva un gruppo di nove uomini, tra i quali è Cadel Evans a precedere Cunego e Visconti.

## Evoluzione delle classifiche
| Tappa              | Vincitore          | Classifica generale Maglia rossa | Classifica scalatori Maglia verde | Classifica a punti Maglia bianca | Classifica giovani Maglia arancio | Classifica a squadre            |
| ------------------ | ------------------ | -------------------------------- | --------------------------------- | -------------------------------- | --------------------------------- | ------------------------------- |
| 1ª-2ª              | Danilo Napolitano  | Danilo Napolitano                | non assegnata                     | Danilo Napolitano                | Marko Kump                        | ?                               |
| 1ª-2ª              | ISD Cycling Team   | Oscar Gatto                      | non assegnata                     | Danilo Napolitano                | Oscar Gatto                       | ISD Cycling Team                |
| 2ª                 | Damiano Cunego     | Giovanni Visconti                | ?                                 | Damiano Cunego                   | Robert Kišerlovski                | ?                               |
| 3ª                 | Damiano Cunego     | Damiano Cunego                   | ?                                 | Damiano Cunego                   | Robert Kišerlovski                | ?                               |
| 4ª                 | Jurij Metlušenko   | Damiano Cunego                   | ?                                 | ?                                | Robert Kišerlovski                | ?                               |
| 5ª                 | Cadel Evans        | Damiano Cunego                   | José Serpa                        | Damiano Cunego                   | Robert Kišerlovski                | ?                               |
| Classifiche finali | Classifiche finali | Damiano Cunego                   | José Serpa                        | Damiano Cunego                   | Robert Kišerlovski                | Miche-Silver Cross-Selle Italia |

## Classifiche finali

### Classifica generale
| Pos. | Corridore          | Squadra       | Tempo     |
| ---- | ------------------ | ------------- | --------- |
| 1    | Damiano Cunego     | Lampre-N.G.C. | 18h48'10" |
| 2    | Cadel Evans        | Silence       | a 24"     |
| 3    | Massimo Giunti     | Miche         | a 38"     |
| 4    | Robert Kišerlovski | Amica Chips   | a 40"     |
| 5    | Giovanni Visconti  | ISD           | a 1'01"   |
| 6    | Domenico Pozzovivo | CSF Group     | a 1'17"   |
| 7    | Morris Possoni     | Columbia      | a 1'20"   |
| 8    | Przemysław Niemiec | Miche         | a 1'29"   |
| 9    | Mauricio Soler     | Barloworld    | a 1'41"   |
| 10   | Giampaolo Caruso   | Cer. Flaminia | a 1'43"   |

### Classifica a punti
| Pos. | Corridore             | Squadra       | Punti |
| ---- | --------------------- | ------------- | ----- |
| 1    | Damiano Cunego        | Lampre-N.G.C. | 28    |
| 2    | Cadel Evans           | Silence       | 23    |
| 3    | Robert Kišerlovski    | Amica Chips   | 12    |
| 4    | Giovanni Visconti     | ISD           | 12    |
| 5    | Christian Pfannberger | Katusha       | 11    |

### Classifica scalatori
| Pos. | Corridore          | Squadra       | Punti |
| ---- | ------------------ | ------------- | ----- |
| 1    | José Serpa         | Diquigiovanni | 13    |
| 2    | Damiano Cunego     | Lampre-N.G.C. | 11    |
| 3    | Dmitri Nikandrov   | C. Calzatura  | 11    |
| 4    | Przemysław Niemiec | Miche         | 8     |
| 5    | Marco Frapporti    | CSF Group     | 11    |

### Classifica giovani
| Pos. | Corridore          | Squadra     | Tempo     |
| ---- | ------------------ | ----------- | --------- |
| 1    | Robert Kišerlovski | Amica Chips | 18h40'50" |
| 2    | Francis De Greef   | Silence     | a 2'17"   |
| 3    | Americo Novembrini | Elettronica | a 2'32"   |
| 4    | Federico Canuti    | CSF Group   | a 4'27"   |
| 5    | Mauro Finetto      | CSF Group   | a 4'33"   |

### Classifica a squadre
| Pos. | Squadra                         | Tempo     |
| ---- | ------------------------------- | --------- |
| 1    | Miche-Silver Cross-Selle Italia | 55h53'19" |
| 2    | Team Columbia-High Road         | a 1'21"   |
| 3    | Lampre-N.G.C.                   | a 3'34"   |
| 4    | CSF Group-Navigare              | a 4'36"   |
| 5    | Team Barloworld                 | a 6'13"   |